# República Velha
La Primera República, o República Velha (en español: República Vieja), oficialmente la República de los Estados Unidos de Brasil, es el periodo que va desde la promulgación de la República, en 1889, hasta la Revolución brasileña de 1930.
Con la promulgación de la República, el Brasil cambió su forma de gobierno, pero hubo pocos cambios concretos para la gran masa de la población: continuó estando el poder en manos de los propietarios de latifundios, la economía seguía basada en la exportación de materia prima (como el café), y se hizo común la corrupción entre las élites. La República Velha, según algunos, puede ser dividida en dos periodos, denominados, República da Espada (en español, República de la Espada) y República do Café com Leite (en español, República del Café con Leche).

## La Revolución de 1889
Desde el fin de la guerra contra Paraguay, el Imperio había apoyado la transformación de Brasil en varios sectores de la economía, promoviendo las inversiones extranjeras que generaron la dependencia de Brasil hacia el capital proveniente de Gran Bretaña y Francia, en esos años los avances tecnológicos permitieron la modernización del país, pero la aceptación de la monarquía como forma de gobierno se hallaba ya en discusión constante.
El emperador Pedro II era ya un anciano en 1889 y no había tenido hijos varones y por lo tanto la sucesión al trono debería recaer en la mayor de sus tres hijas: la princesa Isabel I de Braganza, casada con un aristócrata francés, Gastón de Orleans, Conde de Eu. Esto generaba disgusto entre las élites políticas pues el Imperio sería regido por un príncipe europeo a la muerte de Pedro II. La princesa Isabel era considerada como muy conservadora políticamente, rasgo que la hacía poco soportable para los intelectuales liberales, quienes preferían una evolución pacífica del Brasil con la cual se generase una república. Si bien el emperador Pedro II disfrutaba de gran popularidad (inclusive entre los republicanos) no sucedía lo mismo con su hija y heredera ni con la monarquía como sistema.
La abolición de la esclavitud mediante la Ley Áurea en noviembre de 1888, firmada por la misma princesa Isabel, generó que los ricos terratenientes esclavistas se alinearan contra el Imperio, que les causaba un grave perjuicio económico al decretar la libertad de los esclavos sin que sus amos reciban compensación alguna. Los jefes militares por su parte deseaban mayor protagonismo político tras el triunfo en la Guerra de la Triple Alianza y rechazaban que la nobleza imperial (usualmente ajena a la formación técnica de los militares) se lo denegase, por lo cual una crisis se hacía inevitable. Inclusive la incipiente clase media habían aceptado la idea que una república sería la forma de gobierno que traería progreso y prosperidad a Brasil, considerando a la monarquía como anacrónica e ineficaz.

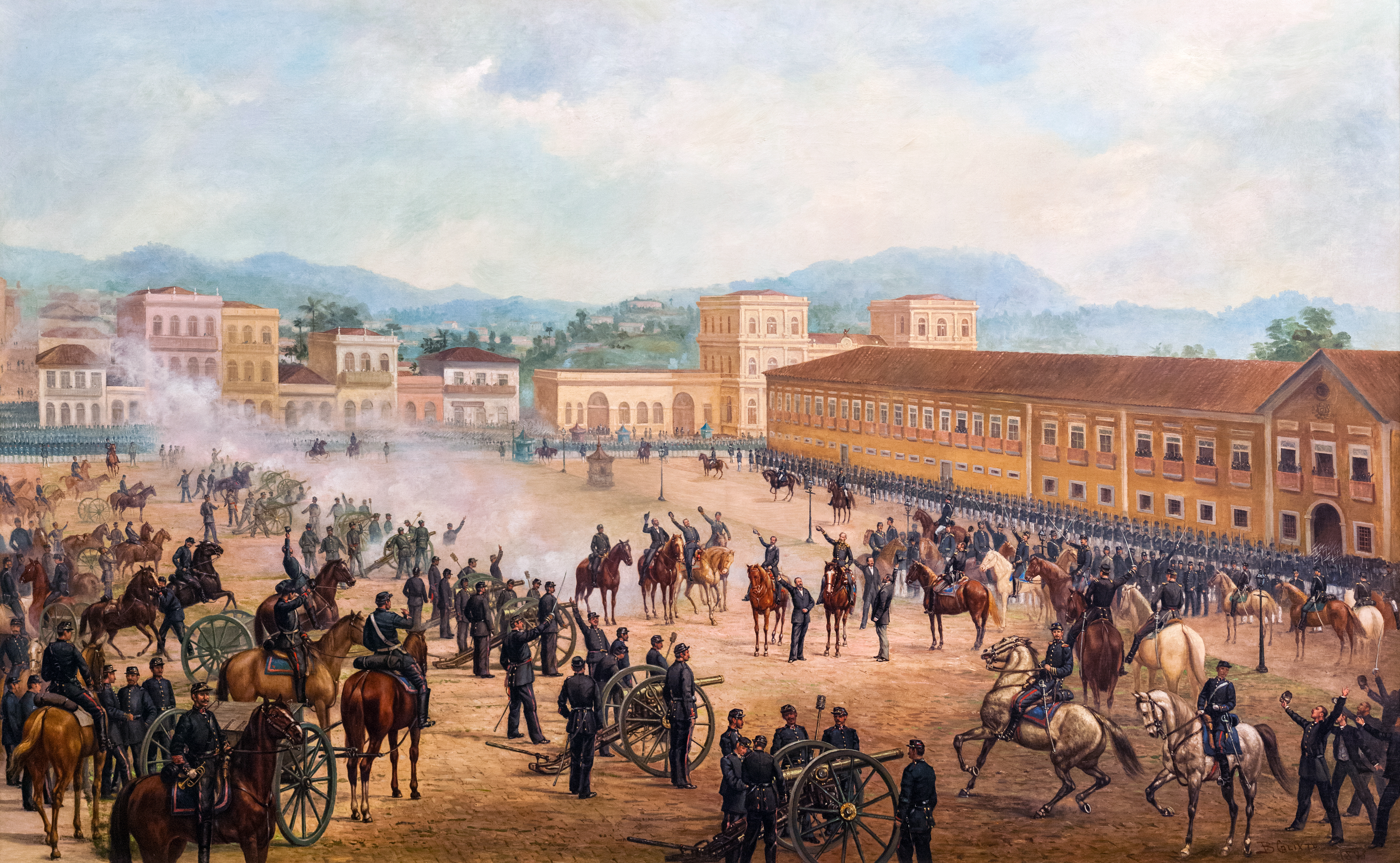
A Proclamação da República, cuadro del pintor brasileño Benedito Calixto, de 1893.

Finalmente, la impopularidad del gabinete conservador de ministros dirigido por el Vizconde de Ouro Preto generó el pretexto ideal para la sublevación. El 14 de noviembre de 1889 los líderes de la conspiración republicana lanzaron el rumor que el Vizconde de Ouro Preto ordenaba arrestar al mariscal Deodoro da Fonseca en Río de Janeiro la noche del 14 de noviembre de 1889 y lograron que este jefe militar (líder máximo del ejército) apoyase la revuelta aprovechando que don Pedro II y su familia se hallaban en Petrópolis.

### Rebelión militar del 15 de noviembre
En la mañana del 15 de noviembre Fonseca sublevó a las tropas acuarteladas bajo su mando en Río de Janeiro y frente a ellas declaró la República, avanzando luego hacia la sede del gobierno. Allí el Vizconde de Ouro Preto convocó al jefe de las tropas de la capital, el general Floriano Peixoto, para ordenarle que utilice las tropas bajo su mando directo para aplastar la revuelta. Peixoto se negó a ello y arrestó a todo el gabinete, incluyendo al Vizconde de Ouro Preto.
El emperador Pedro II volvió apresuradamente de Petrópolis al enterarse de la rebelión en la tarde del mismo día 15, y ofreció cambiar al gabinete del Vizconde de Ouro Preto, pues ni Fonseca ni Peixoto habían manifestado frente al emperador su proyecto republicano. Los conspiradores republicanos dirigidos por Benjamin Constant Botelho hicieron correr el rumor entre los oficiales de que el nuevo primer ministro sería un viejo rival de Deodoro da Fonseca, el exgobernador de Río Grande del Sur, Gaspar da Silveira Martins, mientras que presionaban a los núcleos republicanos de Río de Janeiro para que lograsen la mayor cantidad posible de adhesiones entre las personalidades políticas de mayor prestigio. Ante estas habladurías, Fonseca comunicó al emperador en la noche del día 15 que el ejército proclamaba la república, exhortándole a renunciar al trono y así evitar violencias.
Sin apoyo militar y deseoso de evitar una guerra civil, Pedro II aceptó la proclamación de la República; al día siguiente, 16 de noviembre, el emperador y su familia seguían en el Paço Imperial rodeados por un batallón de caballería republicana. En la tarde de se mismo día un mayor del ejército acudió al palacio para comunicar a Pedro II que él mismo y toda la familia imperial debía salir del país en un plazo máximo de 24 horas. Aunque el emperador insistió en partir en la tarde del día 17 de noviembre (aprovechando el plazo máximo dado por el nuevo régimen), los líderes republicanos insistieron en que partiera la misma noche del 16, para evitar posibles manifestaciones populares a favor de la monarquía. Ante el hecho consumado, y para evitar nuevos conflictos, el emperador aceptó abandonar con su familia el territorio brasileño en la noche del 16 de noviembre, haciendo votos por la prosperidad del nuevo régimen.

## Gobierno de las oligarquías

Primera bandera republicana, creada por Ruy Barbosa, usada entre el 15 y el 19 de noviembre de 1889.

La República Brasileña no fue un resultado ideológico de las repúblicas nacidas de las revoluciones francesa y estadounidense, aunque el régimen brasileño intentaría asociarse con ambas. La monarquía imperial, aunque Pedro II era muy popular, no gozaba de apoyo masivo en 1889, pero el republicanismo como doctrina tenía apoyo sólo entre un grupo reducido de intelectuales y militares. De hecho el republicanismo había atraído a los grandes terratenientes sólo porque satisfacía sus intereses financieros y por resentimiento ante la Ley Áurea, pero no tenía suficiente apoyo popular para arriesgarse de inmediato a elecciones abiertas.
La historia de la república ha sido una búsqueda de una forma de gobierno viable para reemplazar a la monarquía, oscilando entre la autonomía estatal y la centralización. La Constitución de 1891, que establecía la República de los Estados Unidos del Brasil (República dos Estados Unidos do Brasil), restauraba la autonomía a las provincias heredadas del Imperio, ahora llamadas Estados. Se reconocía que el gobierno central no administraba a nivel local, sino que ejercía el control sólo a través de los gobernadores locales ligados a la oligarquía. El Imperio de Brasil no había absorbido totalmente las patrias regionales sino que había establecido su estructura conforme a las antiguas capitanías heredadas de Portugal, pero con el advenimiento de la República Velha se reafirmaron los regionalismos ya latentes a lo largo del siglo XIX.
En los años veinte, el gobierno federal en Río de Janeiro sería dominado y administrado por una combinación de las más poderosas patrias: São Paulo y Minas Gerais, en el sistema denominado «café com leite»; porciones menores de poder le corresponderían a Río Grande del Sur, y en menor extensión a Pernambuco y Bahía.
Los fundadores de la República Brasileña enfrentaron una seria cuestión de legitimidad, en tanto la proclamación misma del nuevo régimen se basaba prácticamente en una revuelta militar donde los funcionarios que se unieron al mariscal Deodoro da Fonseca estaban violando sus juramentos solemnes de defender la monarquía. El cuerpo de oficiales resolvería finalmente la contradicción determinado que su deber máximo era unir su destino a Brasil, como madre patria, antes que a gobiernos dotados de carácter puramente transitorio.
Inclusive, Deodoro da Fonseca sólo había intentado inicialmente reemplazar al gabinete imperial en medio de una crisis política, pero los líderes republicanos forzaron la situación aprovechando el descontento de los militares con el régimen hasta que la única salida a la crisis fue el derrocamiento de Pedro II y su inevitable reemplazo por una república.
Los empresarios (barones del café, magnates de las finanzas y el comercio, oligarquía industrial urbana, etc.) se apoderan de una gran parte del Estado. Para evitar el colapso de los precios del café debido al aumento constante de la producción, el Estado compra el excedente y lo almacena. Para ello, utiliza el préstamo: entre 1906 y 1930 se pidieron prestados 72,7 millones de libras esterlinas para esta política de valorización del café. Las garantías y condiciones de estos préstamos suelen ser draconianas; el préstamo de 10 millones de libras esterlinas de Rothschild está respaldado por el control aduanero como garantía y la promesa de que Brasil no solicitará nuevos préstamos sin la aprobación del Banco Rothschild.

## República «de la espada»

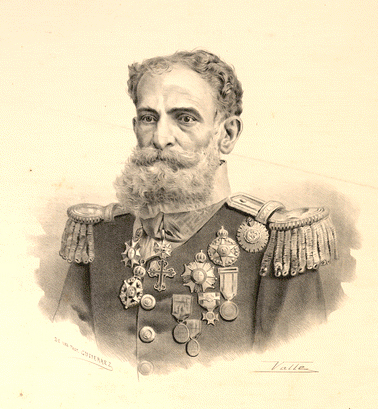
Deodoro da Fonseca

Durante la República Velha el ejército brasileño se desarrolló como una institución nacional de gran influencia política y social. La eliminación de la monarquía y la consiguiente supresión de los privilegios de la nobleza dependiente de ella había reducido el número de grandes instituciones nacionales a una sola, el ejército. Aunque la Iglesia católica en Brasil continuó su presencia a través del país, no era nacional sino internacional en su personal, doctrina, liturgia y propósitos, lo cual le impedía llenar realmente el vacío dejado por el Imperio extinto.
El ejército, bajo impulso y estímulo de los intelectuales republicanos, asumió esta nueva posición llenando parte del vacío dejado por el derrumbe de la monarquía y adquiriendo gradualmente una doctrina y visión para apoyar su rol político de facto. Aunque el ejército brasileño tenía más unidades y hombres en las regiones de Río de Janeiro y Río Grande del Sur que en otras partes, su presencia se sentía a lo largo del país por su influencia política y sus objetivos.
Inclusive, la revuelta contra la monarquía del 15 de noviembre de 1889 resultó un acto casi exclusivamente militar, dirigido por jefes militares con apoyo de algunos políticos civiles de ideología republicana, ante el cual las masas populares urbanas de Río de Janeiro mostraron notable indiferencia. Las clases altas de la capital mostraban cierta simpatía hacia el republicanismo, pero no exhibían una adhesión ferviente a esta ideología. En el resto del país se aceptó casi sin resistencia el hecho consumado al conocerse el exilio del emperador.

### Régimen deDeodoro da Fonseca
Los republicanos en el Parlamento designaron a Deodoro da Fonseca como presidente de la joven República apenas proclamada esta y confirmaron ese nombramiento días después del exilio de Pedro II. El nuevo régimen trató de copiar aceleradamente ideales e instituciones propios del positivismo europeo y se inspiró en la Tercera República Francesa y los Estados Unidos (los regímenes republicanos más prestigiosos del mundo en aquella época), aunque tales planes resultaron muy difíciles de adaptar a la realidad del Brasil.
No obstante las intenciones de los intelectuales republicanos, Deodoro da Fonseca gobernó entre 1889 y 1891, aunque su autoritarismo le trajo frecuentes conflictos con los políticos republicanos, que terminaron acusándolo de dictador. Estas tensiones causaron que Fonseca ordenase el cierre del Parlamento, en momento de una grave crisis financiera, lo cual puso fin al mandato presidencial de Fonseca debido a una sublevación militar en noviembre de 1891, que forzó su renuncia.

### Régimen de Peixoto
Ante ello, los políticos republicanos nombraron al mariscal Floriano Vieira Peixoto presidente y ministro de guerra para asegurar la lealtad del ejército; aunque estaba previsto realizar elecciones presidenciales debido a que Fonseca no había llegado a la mitad de su mandato, Peixoto rehusó ejercer un gobierno provisorio y ejerció el mando presidencial hasta 1894 para culminar el periodo de su antecesor. En estos años Peixoto gobernó mediante una dictadura personal, ganando el apodo de «Mariscal de Hierro», aplastando rebeliones de la marina de guerra y de Río Grande del Sur.
Los mandatos de Fonseca y Peixoto fueron la llamada República da espada, por cuanto el predominio político correspondió a los oficiales republicanos del ejército. La errada gestión gubernativa de los presidentes Fonseca y Peixoto, así como la visible incapacidad del ejército para generar líderes políticos eficientes, causaron que el gobierno quedase bajo control de las élites económicas en la llamada República do café com leite entre 1894 y 1930.
La inestabilidad y violencia de los años de la década de 1890 estaban relacionadas con la ausencia de consenso entre las élites que consideraban un gobierno modelo; por su lado, las fuerzas armadas estaban divididas sobre su estatus, la relación con el régimen político, y las metas institucionales. La carencia de unidad militar y el desacuerdo entre las élites civiles sobre el rol de los militares en la sociedad explican de forma parcial por qué no se establecía una dictadura militar de largo plazo, mientras algunos oficiales abogaban por el positivismo. Sin embargo, los militares fueron muy activos en política; a principios de esa misma década, diez de los veinte gobernadores estatales eran oficiales del ejército.

## La República del «café com leite»

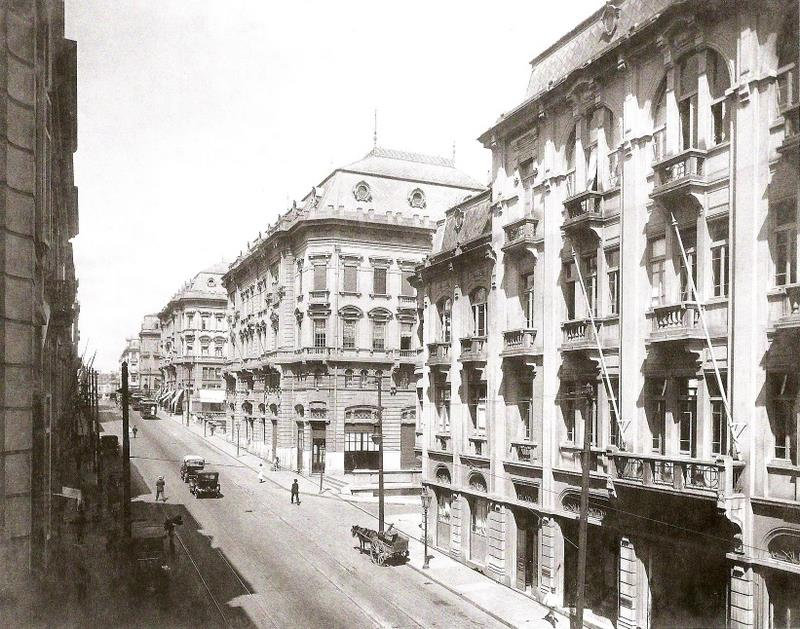
Calle (o Rua) Libero Badaró en São Paulo, hacia 1920. Foto de Guilherme Gaensly.

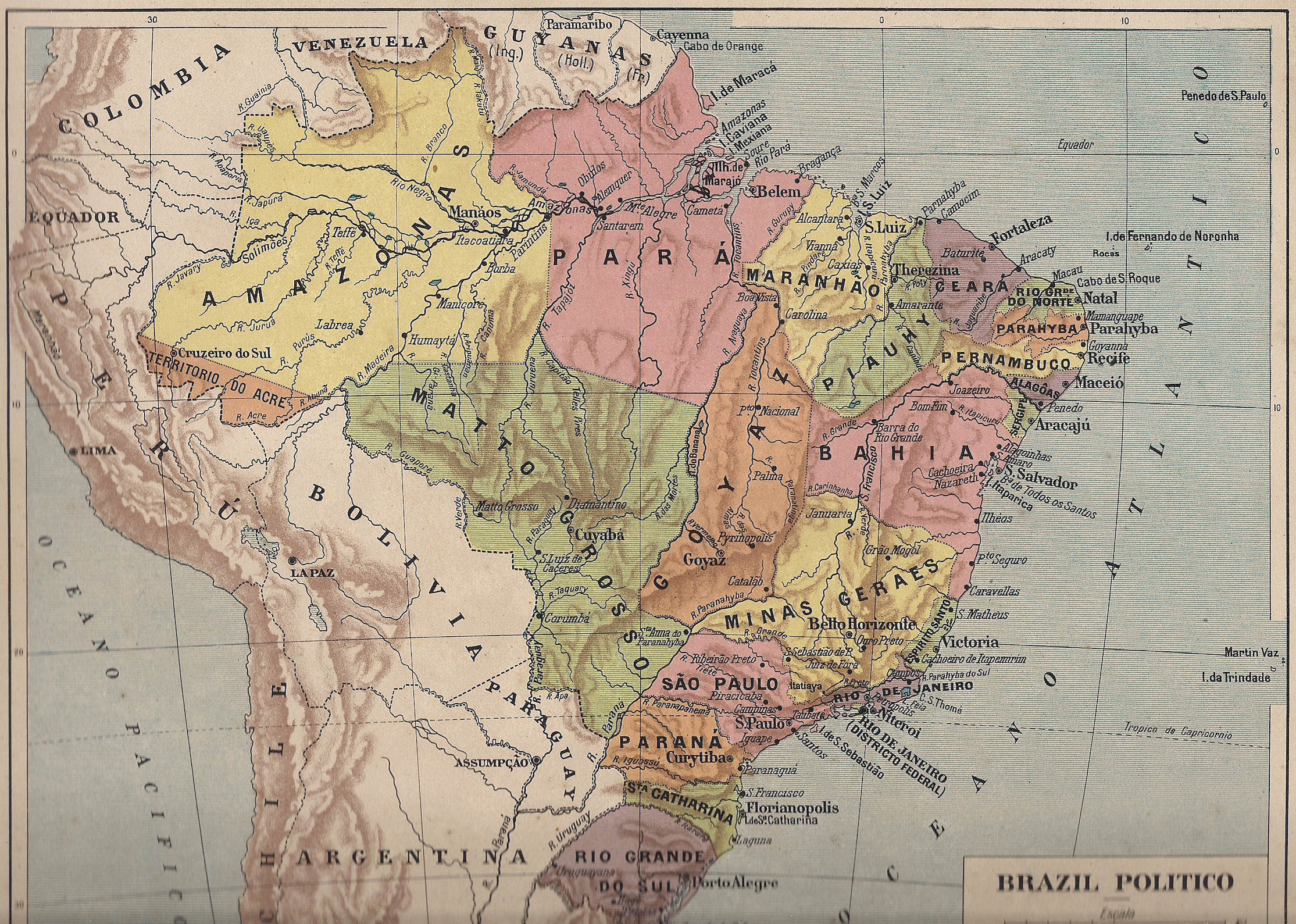
Mapa de Brasil emitido en el centenario de la independencia (1922).

En las últimas décadas del siglo XIX, los Estados Unidos, gran parte de Europa, y la vecina Argentina expandieron el derecho a voto. Brasil, no obstante, tendió a restringir el acceso a las votaciones. En 1874, en una población de casi 10 millones de personas, la franquicia se sostenía en alrededor de 1 millón de individuos, pero en 1881, ésta había sido reducida a 145 296 hombres. Esta reducción era una razón en que se fundó la acusación republicana sobre la "falta de legitimidad" del Imperio, pero la República no actuó en forma decisiva para corregir la situación, manteniendo gran parte de las discriminaciones para acceder al voto. Para 1910 hubo solamente 627 000 votantes en una población de 22 millones de personas. A lo largo de la década de 1920, sólo entre 2,3 % y 3,4 % de la población total tenía derecho a votar.
La Asamblea Constituyente que redactó la constitución de 1891 era un campo de batalla entre aquellos que buscaban limitar el poder ejecutivo, el cual era dictatorial bajo el presidente Deodoro da Fonseca, y los jacobinos, autoritaristas radicales que se oponían a la oligarquía cafetera paulista y que querían preservar e intensificar la autoridad presidencial. La nueva carta establecía un gobierno federado supuestamente gobernado por un presidente, un congreso nacional bicameral (Congresso Nacional; más tarde, Congresso), y un sistema judicial. Sin embargo, el verdadero poder estaba en las patrias regionales y en las manos de los potentados locales llamados «coroneles».

### El "coronelismo"
En estas élites regionales se sostenía el sistema constitucional, fundado sobre un verdadero sistema de acuerdos de clientelismo no escritos (coronelismo) entre los jefes locales, los coroneles. El coronelismo, que apoyó decididamente la autonomía estatal, dio lugar a la denominada «política de los gobernadores». Bajo este, las oligarquías de cada región elegían a los gobernadores estatales, que a cambio seleccionaban al presidente.
Esta informal pero real distribución del poder emergió de las proclamas políticas de los gobernadores, para tomar forma como resultado de las luchas armadas y negociaciones. Los estados de Minas Gerais y São Paulo, los más populosos y ricos del Brasil, dominaban el sistema político y cambiaban la presidencia entre ellos durante muchos años, fundando el sistema del café com leite (en español «café con leche») donde ambos estados se repartían el poder político efectivo.
El sistema consolidó las oligarquías estatales alrededor de las familias que habían sido miembros de la vieja élite monárquica, convertida al republicanismo a cambio de preservar sus riquezas. Para controlar las tendencias nacionalizantes del ejército, esta "república oligárquica" y sus componentes estatales fortalecieron a la marina de guerra y a las "policías estatales". En los estados más grandes, la "policía estatal" fue convertida pronto en una serie de pequeños ejércitos que respondían a las órdenes de sus gobernadores antes que de la Presidencia de la República.

## La lucha por las reformas
En 1922, jóvenes oficiales del ejército, con origen en la clase media reaccionaron: era el movimiento del Tenentismo (de la palabra teniente, por el grado militar de sus primeros promotores). El primer levantamiento tuvo lugar el 5 de julio de 1922 en la fortaleza de Igrejinha. Aunque reprimido tras una fuerte resistencia, el movimiento del 5 de julio es de gran importancia política pues marcó el inicio del asalto a la "vieja república oligárquica" y su debilitamiento hasta su desaparición en 1930. Dos años más tarde, en julio de 1924, estalló una revuelta militar en São Paulo; los insurgentes incluso lograron ocupar la ciudad durante tres semanas. Una tercera revuelta tuvo lugar en Rio Grande do Sul en 1925, y la última en 1926.
Los objetivos de los militares rebeldes (mayormente jóvenes) son esencialmente los de las clases medias ya insatisfechas con la situación económica y política de Brasil, sin que sea posible ningún cambio democrático debido a un sistema político bloqueado en la práctica por el "dominio de los gobernadores estaduales" bajo un sistema bajo el cual los grandes terratenientes y la gran burguesía dictan las condiciones políticas en los Estados federales. Las demandas del movimiento incluyen el voto secreto, la libertad de prensa y de asociación, el respeto de los resultados electorales, la alfabetización y la nacionalización de ciertos intereses económicos extranjeros.
Es también en este contexto que tiene lugar la marcha de la "columna Prestes". Luis Carlos Prestes era ingeniero militar, futuro Secretario General del Partido Comunista de Brasil y Comandante del Estado Mayor del líder de la revuelta de Sao Paulo, Miguel Costa. A la cabeza de una columna de unos pocos cientos de soldados, se comprometió a difundir las ideas revolucionarias por todo el país. Después de una marcha de abril de 1925 a febrero de 1927, constantemente perseguida por el ejército federal sin ser derrotada, la columna buscó asilo en Bolivia.

## Declive
La República Velha mantuvo su funcionamiento sobre la base de las élites locales, sustentadas en la riqueza obtenida con el modelo exportador de materia prima, basado ante todo en el café de São Paulo, y en menor medida en los productos lácteos de Minas Gerais. No obstante, esta prosperidad generó la aparición de nuevos actores sociales: proletariado urbano en las grandes ciudades y clase media más variada y numerosa de la que existía en 1889. Estos grupos estaban en condición de ejercer poder en los nuevos centros de poder político formados en las urbes, y las mejoras en las condiciones de vida generaban una expectativa de romper el monopolio político establecido por las oligarquías de Minas Gerais y Sao Paulo.
Junto con ello, la tradición del ejército postulaba aún el rol de las fuerzas armadas como agentes estabilizadores de la nación brasileña y en consecuencia se rechazaba el excesivo dominio de las élites oligárquicas del sistema de café com leite imperante hasta entonces, forjando su reacción en la ideología del Tenentismo vigente a lo largo de la década de 1920.
La Gran Depresión de 1929 causó problemas a la élite debido al descenso de la demanda internacional de café brasileño, y a la ausencia de créditos bancarios en Estados Unidos y Europa que pudiesen sostener la economía del país. Ante todas estas dificultades, la elección presidencial de 1930 causó serios disturbios cuando el presidente Washington Luís (exgobernador de Sao Paulo) desistió de postular al gobernador de Minas Gerais para sucederle y prefirió apoyar en la sucesión a otro paulista, Júlio Prestes, designado como candidato oficialista en las elecciones de marzo de 1930. La oposición se unió en torno a Getúlio Vargas, mostrando por vez primera una quiebra entre Sao Paulo y Minas Gerais, así como el surgimiento de otra élite estadual en pugna por el poder: la de Río Grande del Sur que se unió en torno al opositor Vargas.
La elección de 1930 concluyó con el triunfo de Prestes gracias al apoyo gubernamental, pero Getúlio Vargas y sus partidarios clamaron contra un presunto fraude, movilizando a muy distintos grupos que tenían en común su descontento con la República Velha. Con apoyo militar, la Revolución de 1930 se hizo efectiva en octubre de ese mismo año y en pocos días los partidarios de Getúlio Vargas tomaron el poder derrocando al breve régimen de Júlio Prestes, dando término en la práctica a la República Velha.